# Eupatinapta
Eupatinapta is een geslacht van zeekomkommers uit de familie Synaptidae.

## Soorten
- Eupatinapta acanthia (H.L. Clark, 1899)
- Eupatinapta multipora (H.L. Clark, 1924)